# Светско првенство у стрељаштву 1899.
3. Светско првенство у стрељаштву 1899. одржано је у Хагу, Холандија. Иако је Међународна стрељачка спортска федерација (енгл. International Shooting Sport Federation или ISSF) основана 1907, такмичења одржана до тада признају се као званична.
На овом првенству такмичило се као ина прошло такмичило се у пет дисциплина гађања пушком слободног избора великог калибра (ВК) на даљину од 300 метара. Четири дисциплине су биле појединачне, а једна екипна.
Најупешнији такмичар био је Швајцарац Франц Бекли који је освојио 3 медаље, од којих су 2 златне и 1 бронзана. Три медаља освојили су јоп један Швајцарац Емил Келембергер 1. златна и 2. сребрне и Данац Ларс Јерген Мадсен 1 златне 1 сребрна и 1 бронзана.

## Систем такмичења
Сваки стрелац је гађао у три става (стојећи, клечећи и лежећи) са по 3 х 40 метака у мету удаљену 300 метара. У сваком ставу могло се максимално постићи по 400 кругова. Сви резултати појединаца су се сабирали да би се добио победник у троставу појединачно, а ти резултати су се поново сабирали за све чланове једне екипе да би се добио екипни победник у троставу.

## Резултати
| Дисциплина                    |                                                                                           | Резултат |                                                                                 | Резултат | | Резултат |
| ВК пушка 300 м стојећи детаљи | Франц Бекли · Швајцарска                                                                  | 315      | Ларс Јерген Мадсен · Данска                                                     | 306      | Олаф Емил Фриденлунд · Норвешка                                                                                     | 306      |
| ВК пушка 300 м клечећи детаљи | Конрад Штели · Швајцарска                                                                 | 328 СР   | Емил Келембергер · Швајцарска                                                   | 325      | Хенрик Силем · Холандија                                                                                            | 322      |
| ВК пушка 300 м лежећи детаљи  | Џеси Алфред Волингфорд · Велика Британија                                                 | 334 СР   | Чезре Валерио · Италија                                                         | 317      | Леон Моро · Француска                                                                                               | 316      |
| ВК пушка 300 м тростав детаљи | Ларс Јерген Мадсен · Данска                                                               | 943      | Емил Келембергер · Швајцарска                                                   | 934      | Франц Бекли · Швајцарска                                                                                            | 930      |
| ВК пушка 300 м екипно детаљи  | Швајцарска · Франц Бекли · Алфред Гитер · Емил Келембергер · Конрад Штели · Каспар Видмер | 4.528    | Француска · Морис Лекок · Максим Ларден · Леон Моро · Ахил Парош · Алфонс Виоле | 4.404    | Данска · Александар Јенсен Ровинг · Јохан Јохансен · Ларс Јерген Мадсен · Андерс Петер Нилсен · Луридис Кјер Јенсен | 4.390    |

## Биланс медаља
| Медаље земље домаћина |

|          | Земља            |   |   |   |    |
| -------- | ---------------- | - | - | - | -- |
| 1        | Швајцарска       | 3 | 2 | 1 | 6  |
| 2        | Данска           | 1 | 1 | 1 | 3  |
| 3        | Велика Британија | 1 | 0 | 0 | 1  |
| 4        | Француска        | 0 | 1 | 1 | 2  |
| 5        | Италија          | 0 | 1 | 0 | 1  |
| 6        | Норвешка         | 0 | 0 | 1 | 1  |
| 6        | Холандија        | 0 | 0 | 1 | 1  |
| Укупно 7 | Укупно 7         | 5 | 5 | 5 | 15 |